# Fierenana (Bongolava)
Fierenana is een plaats en gemeente in Madagaskar gelegen in het district Tsiroanomandidy van de regio Bongolava. Er woonden bij de volkstelling in 2001 12.436 mensen.